# عمل رائع (رواية)
عمل رائع (بالإنجليزية: Nice Work)‏ هي رواية للكاتب البريطاني ديفيد لودج، نشرت عام 1988، عن دار نشر سيكر آند واربرغ.

## روابط خارجية
- عمل رائع على موقع الموسوعة البريطانية (الإنجليزية)